# عيلوط
تقع عيلوط في منطقة الجليل وإداريًا في المنطقة الشمالية شمال إسرائيل. كما وتقع على إحداثيات (1747.2358)، أي أنها تبعد عن الخط المركزي لقياسات الليفانت (فلسطين، شرق الأردن، لبنان وسوريا) بمقدار 235.8 كم شمال هذا الخط و174.7 كم شرق هذا الخط الذي وضعته بعثة استكشاف فلسطين في الربع الاخير من القرن التاسع عشر في البحر المتوسط إلى الغرب من غزة.
تقع عيلوط في منطقة سهلية تحيط بها التلال التي ترتفع بين 300 إلى 400 متر عن سطح البحر، منها «خلة بهران»، الواقعة في الجهة الشرقية من القرية، وهي ترتفع نحو 420 مترًا عن سطح البحر، و«تلة زرازير» الواقعة في الجهة الغربية من القرية، والتي ترتفع إلى علو 320 مترًا عن سطح البحر، وكذلك «جبل سيخ» الواقع في الجهة الشرقية للقرية، وهو يرتفع 470 مترًا عن سطح البحر، و«تلة جبل العين»، بين صفورية وعيلوط في الجهة الشمالية منها، وترتفع 260 مترًا عن سطح البحر، وتنخفض عن موقع النبي ساعين بحوالي 150 م.
أما مسطح القرية المقامة عليه بناياتها القديمة، فمعدل ارتفاعه 240 مترًا عن سطح البحر. يبلغ طول هذا المسطح حوالي 500 متر، ويبلغ عرضه حوالي 200 متر، أي ما يعادل عشرة دونمات، هي نواة عيلوط حول العين.
توسّعت هذه النواة في فترة الانتداب البريطاني وأصبحت 30 دونمًا.
تبعد قرية عيلوط عن مدينة الناصرة أربعة كيلومترات ونصف، وتربطها معها طريق مُعبّدة، وقد كانت الطريق الوحيدة التي تربط قرية عيلوط بالعالم الخارجي.
وصفورية إلى الشمال من قرية عيلوط، وهي تبعد عنها ثلاثة كيلومترات، وتربطها بالقرية طريقة بقيت غير معبدة حتى سنة 1995. ويجاورها من الجنوب كيبوتس كفار هحورش، الذي يبعد عن القرية مسافة تتراوح بين ثلاثة إلى أربعة كيلومترات، ومن الغرب تجاور القرية مجمعات بيت زرزير المؤلفة من العشائر التالية: عرب الهيب/أبو صياح، الغريفات، العيادات، المزاريب، والجواميس ومستوطنة يهودية جديدة تدعى «جفعات إللا»، وجميعها تقع على بعد ثلاثة إلى أربعة كيلومترات عن القرية، وتربطها بها طرق شبه وعرية غير معبدة، تمر في روافد وادي الملَك الضيّقة، الأمر الذي يعيق ويمنع اتصال عيلوط غربًا بمنطقة زرزير وقرية منشية زبدة التي تعتبر قرية «ابنة» لعيلوط من جهة، كما تمنع اتصال عيلوط بالطريق الرئيس الذي يصل الناصرة بحيفا.
إذا تمّ شقّ هذا الشارع، فإنّه سيوفر ما لا يقل عن نصف ساعة سفر على أهالي عيلوط المتوجهين إلى حيفا والساحل وتل أبيب.
عيلوط إحدى القرى العربية في قضاء الناصرة إلى جوار أخواتها: الرينة، المشهد، عين ماهل وكفر كنا إلى الشرق، عرب الشبلي، دبورية، وإكسال إلى الجنوب الشرقي، ويافة الناصرة من الجنوب. تحيط بها منطقة نفوذ المجلس الإقليمي «عيمك يزراعيل» من كل الجهات، كما تحيط باقي القرى العربية ومدينة الناصرة.
وخلاصة الموقع أنها تقع في منطقة مخفية تحيط بها التلال والجبال مما جعلها آمنو وبعيدة عن خطوط المواصلات الرئيسية كطريقة قيسارية- صفورية أيام الرومان وما بعدها، وطريقة صفورية- طبريا.
عيلوط بلدة عربية فلسطينية الانتماء، إسلامية الديانة وإسرائيلية المواطنة.

## التسمية
ذكرت عيلوط باسمها الحالي في الوثائق العثمانية منذ القرن السادس عشر، وما زال هذا الاسم ملازمًا لهذه البلدة وسيبقى. ومما يجدر ذكره أن قرية لبنانية اسمها «عيلوت» موجودة في المتن على بعد 15 كم من بيروت.
ويذهب الكثيرون إلى أن كلمة عيلوط منحوتة من كلمتي «عين لوط»، إذ إن نواة البلدة مقامة حول هذه العين بشكل رئيس، كما أن مسجدها القديم دعي باسم هذا النبي، ربما كان ذلك تبرّكًا، حسب الذهنية الشعبية التي تتحول إلى مصدر لا ينكره أي باحث عادل في قضايا دراسة الأسماء/الطوبونوميا.
أما الآثاري والمؤرخ اليهودي ميخائيل أفي يونا فيقول: "إن اسم البلد كان "إيتالو/عيتالو" أيام الرومان، ويذكر نقولا زيادة أن اسمها "إيتالو" في تلك الفترة، أما اسمها أيام الصليبيين فكان "عيلوط/ إيلوت".

## التاريخ
في دراسة لشكري عراف تناولت «بدو مرج ابن عامر والجليلين بين الماضي والحاضر»، درست منشية زبدة التي تعتبر قرية «ابنة» لعيلوط، نورد هنا بعض ما جاء في هذه الدراسة وما يخدم هوية عيلوط.
"كانت خربة زبدة ملكًا لقرية عيلوط التي ملكت أكثر من 17.000 دونم، وفي عام 1945 قرر الأخوان احمد وفالح عبد الحليم أن يبنيا لهما بيوتًا في الخربة المذكورة، بعد أن كان محمد حسن سليماني قد بنى له بيتًا في موقع "العرقوب" إلى الشمال من الخربة، على مساحة 14 دونمًا، على حين كان الأخوان عبد الحليم يملكان 34 دونمًا في الخربة.
وفي نفس العام، 1945، الذي بنى فيه السليماني وعبد الحليم بيوتهم هناك، ترك قسم من عرب السعايدة موطنة في قيرة وقامون/ يوكنعام اليوم.
واختار خربة زبدة موطنًا جديدًا له، مع العلم أن الأكثرية انتقلت إلى موقع «أم الغنم».
وبعد قيام دولة إسرائيل، باشرت بإجراء احصائية للسكان وإصدار الهويات لهم، فاقترح المختار أحمد عبد الحليم أن تسمى القرية «منشية زبدة».
من حمائل هذه القرية: عبد الحليم، السليماني، السعايدة، شخيدم، أبو حميّد، رحيّل، الصوالحة، عبادة والخالدي. وبهذا نرى أن هذه القرية حديثة النشأة يسكنها فلاحون (وهم من أصل عيلوطي) وبدو.
تمّ الاعتراف بهذه القرية رسميًا في تاريخ 23 كانون الثاني 1977، في جلسة للجنة العليا لشؤون البدو، بمساعدة كل من سيف الدين زعبي، عضو كنيست آنذاك، عاموس موكادي، من مستوطنة يفنيئيل/ يمّة وشموئيل طوليدانو، مستشار رئيس الوزراء للشؤون العربية وقتئذٍ.
وفي شهر تموز من عام 1980 صودق على الخريطة الهيكلية للقرية رغم أن قسمًا من سكانها كان قد أقام بيوته بشكل «مخالف للقانون».
كان السيد عبد الحليم أول مختار للقرية، وذلك من عام 1948-1972 الذي تنازل لابنه عبد الحليم، الذي بقي مختارًا حتى عام 2000، حين اختيرت هناك لجنة محلية تابعة للمجلس القطري «يزراعيل» يرأسها السيد حسن عبد الحليم. وفي عام 1991 أُعلن عن عيلوط بمقام مجلس محلي.

## السكان
في عام 2021 بلغ عدد السكان إلى 8,654 نسمة، 4,428 ذكر و4,226 أنثى وجميعهم عرب مسلمون. 

## التعليم
بلغ عدد المدارس في عيلوط سنة 2021 إلى 4 مدارس، تشمل على 76 صفًا.  وتوزع 1,794 طالبًا وطالبة على هذه المدارس ما بين المرحلة الإبتدائية والثانوية.  وكانت نسبة المؤهلين لشهادة الثانوية العامة أو كما يُعرف ب شهادة بجروت هي 73.1%. 
مراجع: